# 元端
元 端（げん たん、493年 - 528年）は、北魏の皇族。字は宣雅。

## 経歴
高陽王元雍の長男として生まれた。容貌が美しく、経書や史書に通じた。宣武帝のとき、散騎侍郎を初任とした。孝明帝が即位すると、通直散騎常侍・鴻臚少卿となった。通直散騎常侍のまま太常卿に転じた。散騎常侍に転じ、安東将軍・青州刺史として出向した。後に洛陽に帰って度支都官・二曹尚書となった。南朝梁が徐州や揚州に進攻しようとすると、元端は使持節・撫軍将軍・金紫光禄大夫・東南道大使に任じられてその対応にあたった。南朝梁の軍を撃退すると、鎮軍将軍・兗州刺史に任ぜられた。南朝梁の軍が再び徐州や兗州に進攻すると、元端は州の文武の官を糾合して、防衛に成功した。功績により安徳県開国公に封ぜられた。洛陽に帰り、都官尚書に任ぜられた。528年4月、河陰の変が起こると、父とともに殺害された。享年は36。車騎大将軍・儀同三司・相州刺史の位を追贈された。
子の元峻が爵位を嗣いだ。

## 伝記資料
- 『魏書』巻21上 列伝第9上
- 『北史』巻19 列伝第7
- 魏故使持節儀同三司都督相州諸軍事車騎大将軍相州刺史元公墓誌銘（元端墓誌）